# 1635 год в науке
В 1635 году произошли различные научные и технологические события, некоторые из которых представлены ниже.

## События
- В Париже основан «Королевский сад лекарственных растений» (фр. Jardin royal des plantes médicinales), позднее (1793 год) преобразованный в Национальный музей естественной истории[1].
- Французское научное общество, сплотившееся вокруг Марена Мерсенна, получило неофициальное название «Парижская академия» (Academia Parisiensis); в 1666 году на его основе была создана Парижская академия наук[2].
- Гуманитарная Французская академия, основанная в 1625 году, принята под покровительство короля и получила денежные средства на развитие французского языка[3].

## Публикации
- Итальянский математик Бонавентура Кавальери издал свой главный труд — описание «метода неделимых», предшественника математического анализа: «Геометрия, развитая новым способом при помощи неделимых непрерывного»[4][5].
- Началось издание четырёхтомного трактата швейцарского математика Пауля Гульдина «О центре тяжести» (Centrobaryca seu de centro gravitatis trium specierum quantitatis continuae). Это его важнейший труд и крупный вклад в механику[6].

## Родились
См. также: Категория:Родившиеся в 1635 году
- 18 июля — Роберт Гук, английский натурфилософ и изобретатель (умер в 1703 году).
- 22 ноября — Фрэнсис Уиллоби, английский натуралист и путешественник. основатель научной орнитологии (умер в 1672 году).

## Скончались
См. также: Категория:Умершие в 1635 году
- 22 октября — Вильгельм Шиккард, немецкий учёный, который изготовил первый в Европе арифмометр (род. в 1592 году).